# Las grandes aguas
Las grandes aguas (lit. As Grandes Águas) é uma telenovela mexicana produzida por Carlos Sotomayor para a Televisa e exibida pelo Canal de las Estrellas entre 26 de junho e 13 de outubro de 1989, substituindo El cristal empañado e sendo substituída por Simplemente María.
Foi protagonizada por Alma Muriel e Gonzalo Vega e antagonizada por José Carlos Ruiz.

## Elenco
- Alma Muriel - Lena de Rivas / Yolanda
- Gonzalo Vega - Roberto Rivas
- José Carlos Ruiz - Graciano Alonso
- Antonio Medellín - Antonio Álvarez
- Noé Murayama - Don Lupe
- Roberto Carrera - Sergio Peña
- Bruno Rey
- Constantino Costas - Ángel Ocampo
- Alicia Fahr - Araceli de Ramos
- Raúl Araiza
- Jerardo - Rogelio Urbieta
- Irma Infante - Amalia de Álvarez
- Martín Barraza
- David Reynoso - Don Artemio Rozas
- Juan Carlos Muñoz - Chinto
- Lili Blanco - María Alonso
- Pedro Infante - Oscar Ramos
- Gabriela Obregón - Sofía Álvarez
- Ivette Proal - Lorena
- Lucy Tame
- Ramón Valdés Urtiz - Robertito Rivas